# Ferenc Szőcs
Ferenc Szőcs (22. srpna 1935 Obid – 2022) byl slovenský vědec maďarské národnosti, chemik a fyzik, bývalý československý politik, po sametové revoluci poslanec Sněmovny lidu za hnutí Együttélés, respektive za Maďarské křesťanskodemokratické hnutí, později místopředseda formace Maďarská ľudová strana, od konce 90. let politik SMK.

## Biografie
V letech 1947–1950 studoval na gymnáziu v Budapešti, středoškolské vzdělání dokončil v Komárně v roce 1953. V roce 1958 promoval na Univerzitě Komenského v Bratislavě, kde studoval fyziku. V letech 1958–1961 pracoval ve výzkumném ústavu v Bratislavě, od roku 1961 působil jako vědecký pracovník v ústavu pro polymery Slovenské akademie věd. Zaměřoval se na fyzikální a chemický výzkum. Pobýval na zahraničních stážích (roku 1962 Leningrad, v letech 1968-1969 Darmstadt). Počátkem 80. let působil jako výzkumník v oboru fyzikální chemie a petrochemie v Iráku. Publikoval četné odborné studie. V roce 1967 získal titul kandidát věd, od roku 1986 doktorem věd.
Ve volbách roku 1990 zasedl do Sněmovny lidu (volební obvod Západoslovenský kraj) za hnutí Együttélés, zasedal pak v poslaneckém klubu Maďarského křesťanskodemokratického hnutí. Později byl členem klubu MĽS. Ve Federálním shromáždění setrval do konce funkčního období parlamentu, tedy do voleb roku 1992. V lednu 1992 byl na sjezdu Maďarské ľudové strany v Komárně zvolen jejím místopředsedou.
V parlamentních volbách na Slovensku roku 1998 kandidoval za Stranu maďarské koalice na 121. pozici kandidátní listiny. Nebyl zvolen. Uváděn byl bytem v Bratislavě. V roce 2009 se zmiňoval jako člen Rady pro strategické záležitosti při Straně maďarské koalice.